# فرانك ن. ميتشيل
فرانك ن. ميتشيل (بالإنجليزية: Frank N. Mitchell)‏ هو عسكري أمريكي، ولد في 18 أغسطس 1921 في Indian Gap, Texas ‏ في الولايات المتحدة، وتوفي في 26 نوفمبر 1950 في كوريا في ممالك كوريا الثلاث.